# Chlorophorus boninensis
Chlorophorus boninensis là một loài bọ cánh cứng trong họ Cerambycidae.